# Etnias de Tanzania

Mapa de Tanzania

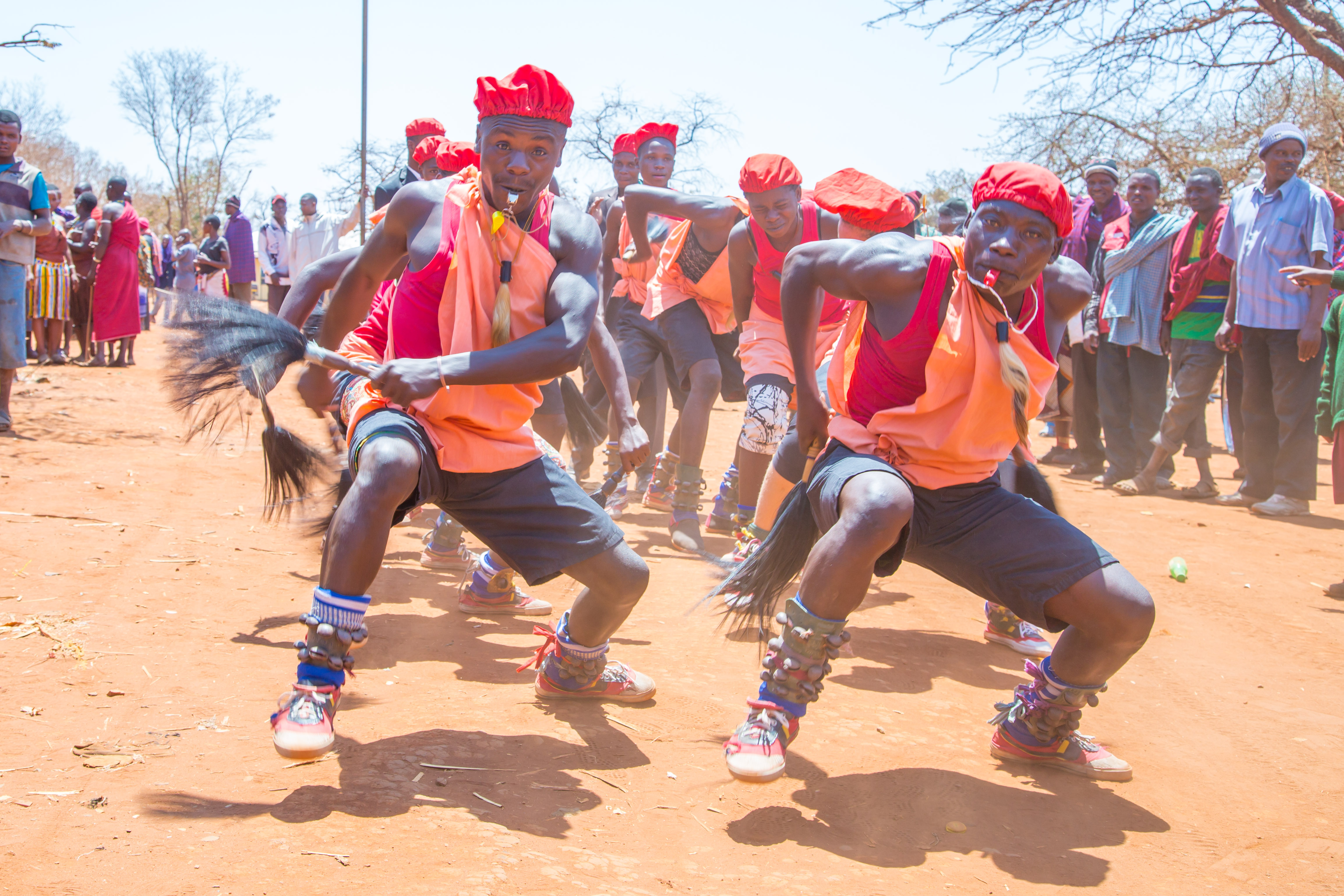
Danzantes sukuma, la etnia mayoritaria en Tanzania.

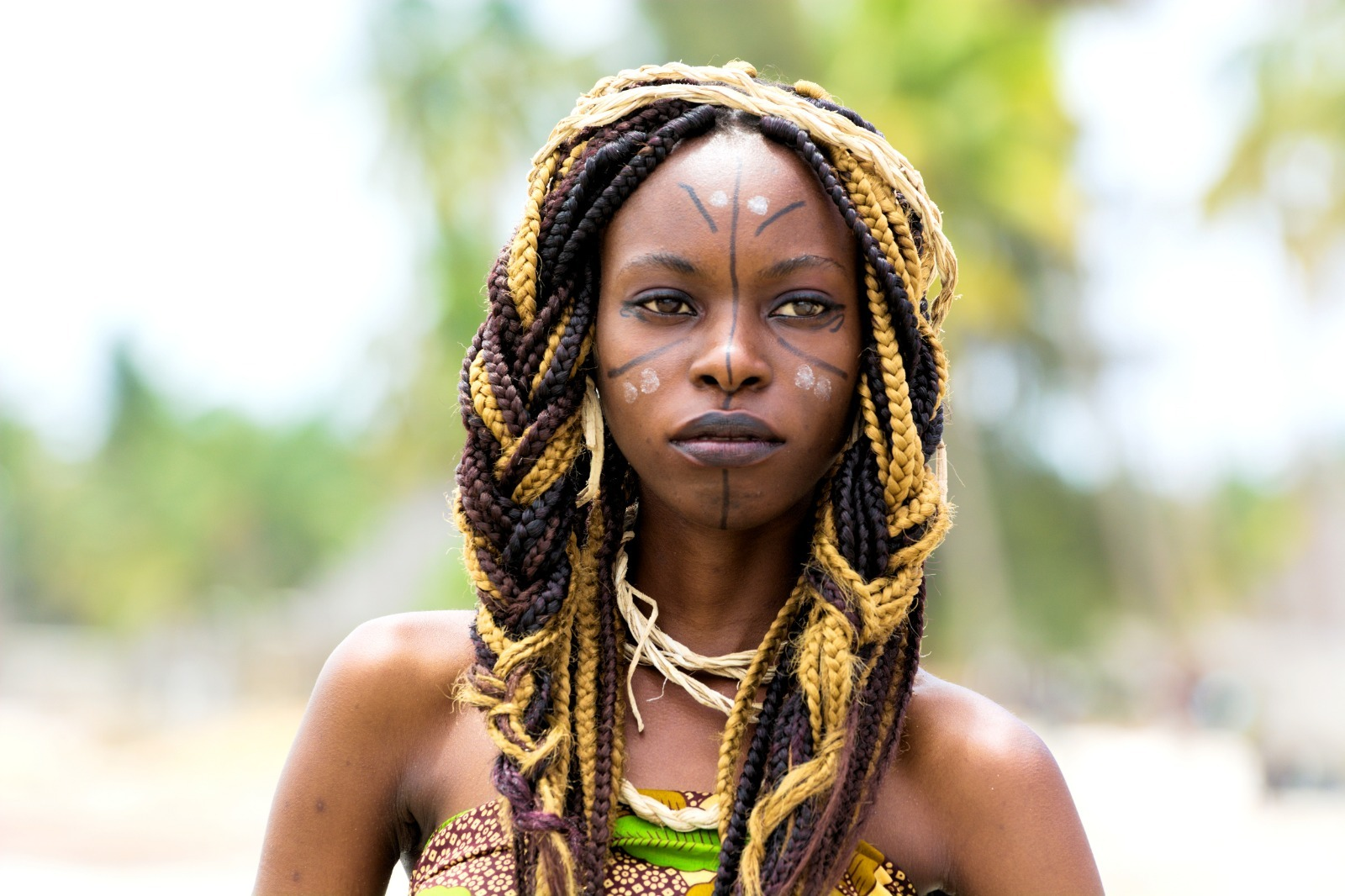
Chica de la etnia haya, de Tanzania.

Hay más de 100 grupos étnicos y tribus en Tanzania, sin incluir los grupos étnicos que residen en el país como refugiados a causa de conflictos en los países vecinos. Estos grupos étnicos son principalmente de origen bantú (el 95%), con pequeños grupos de habla nilótica y minorías no africanas. La etnia dominante es la formada por los sukuma, que constituye el 16 por ciento de la población, seguido de los nyamwezi y los chagga. Tanzania no ha experimentado los conflictos étnicos internos que sus vecinos de África, lo que se atribuye a la influencia unificadora de una lengua común, el idioma suajili.

## Demografía
En Tanzania, en 2022, la población estimada es de 65,53 millones de habitantes, con un crecimiento anual del 2,98%, que llevaría a tener en 2050 una población estimada de 129 millones de personas. La media de edad en 2022 es de 18 años, y la tasa de fertilidad de 5 hijos por mujer, en ligero descenso. La esperanza de vida es de 66,4 años, con una mortalidad infantil de 34,2 niños por cada 1000 nacimientos, y de 47 antes de los cinco años. La población urbana es del 37 %, unos 22 millones de personas. Solo una ciudad supera el millón de habitantes, Dar es Salaam, con 2,7 millones de habitantes, seguida de Mwanza, con 436.800; Zanzíbar, con 404.000, y hasta una quincena de ciudades que superan los cien mil habitantes.

## Grupos étnicos
La etnia más numerosa, los sukuma (unos 10 millones), que significa pueblo del norte, viven en su mayoría en la parte noroeste de Tanzania, concentrados en las orillas meridionales del lago Victoria; hablan el idioma sukuma. En total contando las minorías étnicas europeas y árabes, hay unos 155 grupos étnolingüísticos diferentes.

### Etnias con más de 1 millón

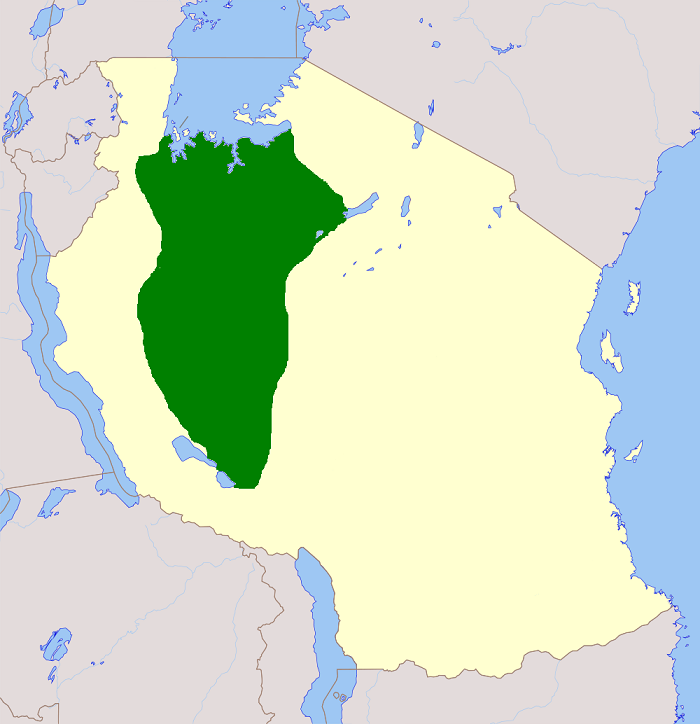
Área de Tanzania donde se hablan el sukuma (pueblo del norte) y el nyamwezi (pueblo del sur).

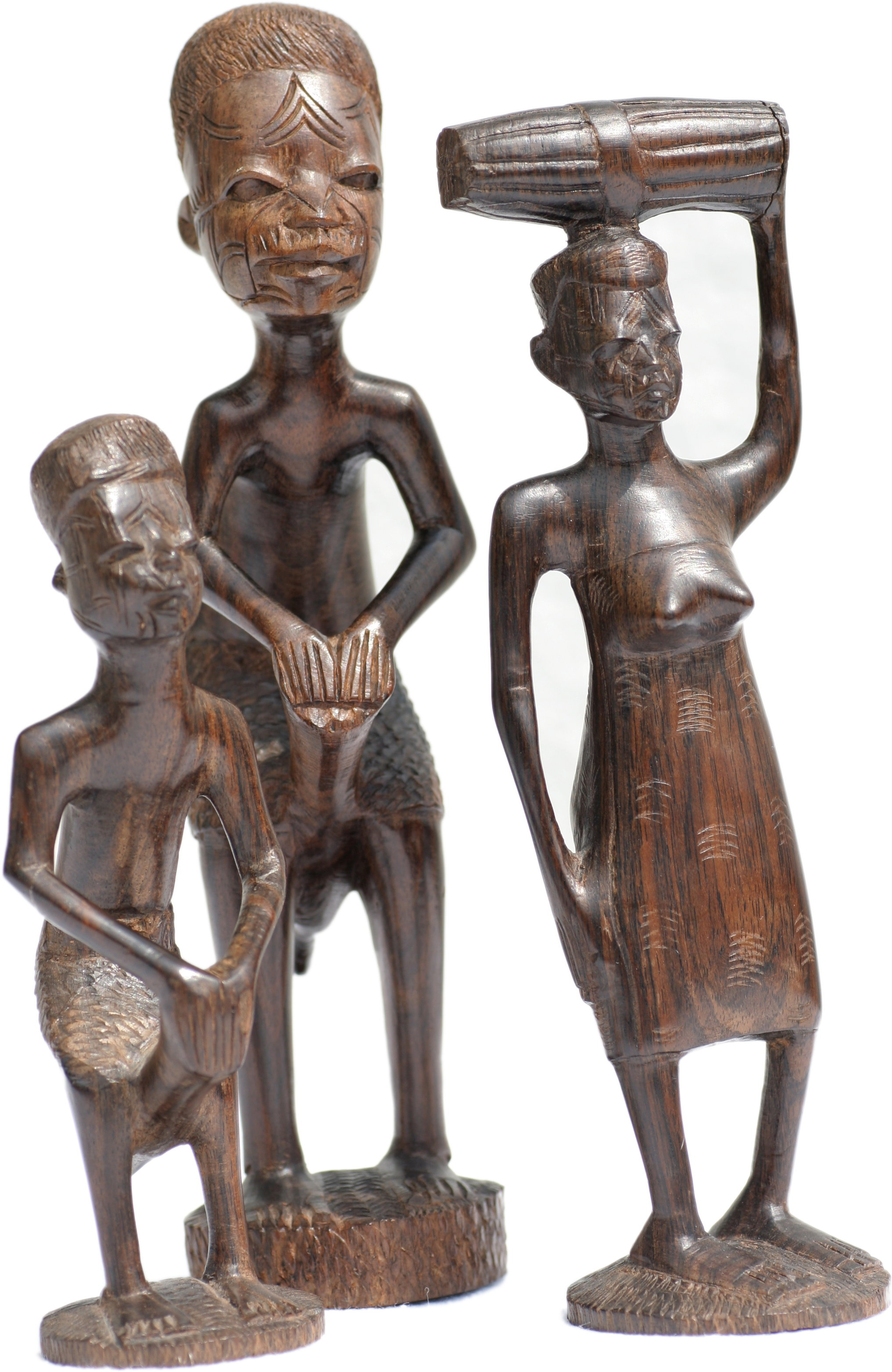
Esculturas makonde

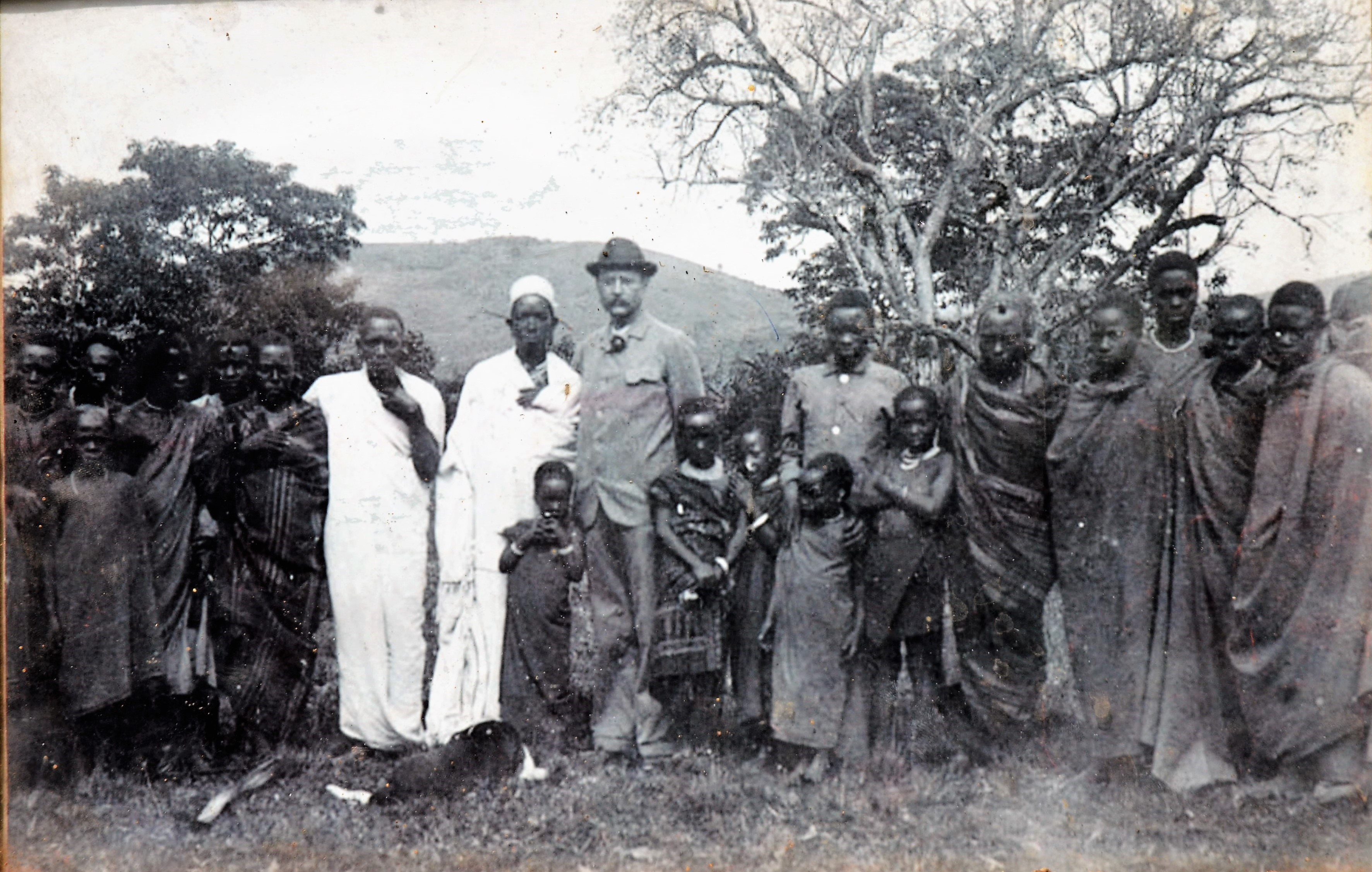
Visita de Hans Meyer al jefe Meli de los chagga antes de subir el Kilinmanjaro

- Sukuma. Unos 10 millones. Grupo bantú mayoritario en Tanzania cuyo nombre significa <norte>, y por extensión <pueblo del norte>. Se llaman a sí mismos wakasuma. Viven en el noroeste de Tanzania, en la orillas meridionales del lago Victoria y en varias áreas de las regiones de Mwanza, Mara, Simiyu y Shinyanga, teniendo límite al norte con el Serengeti. El territorio es una sabana llana entre 910 y 1220 m de altitud con época de lluvias entre noviembre y marzo. Creen en la posesión de los espíritus y tienen una concepción holística del mundo, donde todas las cosas están interconectadas, ya sean naturales o sobrenaturales, dando lugar a una importante medicina tradicional. Están relacionados con los Nyamwezi, <pueblo del sur>. Los sukuma tiene una economía mixta basada ampliamente en la agricultura de subsistencia con mijo, sorgo y maíz, y algo de ganado. Recientemente, se ha añadido el algodón. Son patrilineales, el oficio de jefe (ntemi, elegido por un consejo) de la tribu se hereda. Pueden tener dos o más esposas, que se intercambian por ganado. La aldeas pueden poseer de una docena a un centenar de casas. Desde 1946 forman una federación que funciona de forma autónoma dentro de Tanzania bajo el gobierno de un consejo de jefes.[4][5]

- Nyamwezi. Aprox. 1,5 millones. Su nombre significa pueblo del sur, en relación con los sukuma, que son el pueblo del norte. Migraron a Tanzania durante la expansión bantú[6] desde los Grandes Lagos de África Central. Viven en las regiones de Tabora y Shinyanga, que en tiempos formó parte de  la región histórica de Unyamwezi.[7] Hablan el idioma kinyamwezi y están divididos en cuatro grupos.

- Chagga o chaga. Unos 1,2 millones. Viven en las vertientes sur y este del monte Kilimanjaro y en las colinas Taita así como en el área de la ciudad de Moshi.[8][9] Su relativa riqueza proviene no solo del clima favorable del área, sino también de sus acertados métodos agrícolas que incluyen extensos sistemas de irrigación y fertilización continua practicada durante miles de años (kihamba).[10][11] Fueron una de las primeras etnias de la zona en convertirse al cristianismo, lo que pudo haberles dado una ventaja económica sobre otros grupos étnicos, al haber tenido acceso a una educación y asistencia médica como cristianos.[12][13]

- Bena o wabena (lo que incluye todos los grupos bena). Unos 1,28 millones. Viven en la región de Njombe, en el centro-sur de Tanzania. Hablan el idioma bena. Sus clanes incluyen los wabena de las tierras altas de Njombe y su rama, los wabena de Ulanga. Cada pueblo era gobernado por un mutwa o rey hereditario. En el altiplano cultivan maíz, sorgo y mijo. En las zonas bajas se cultiva arroz, y en ambas zonas se cultivan judías, patatas, cebollas y otras verduras. Como cultivo industrial, producen piretro y semillas de ricino.[14]

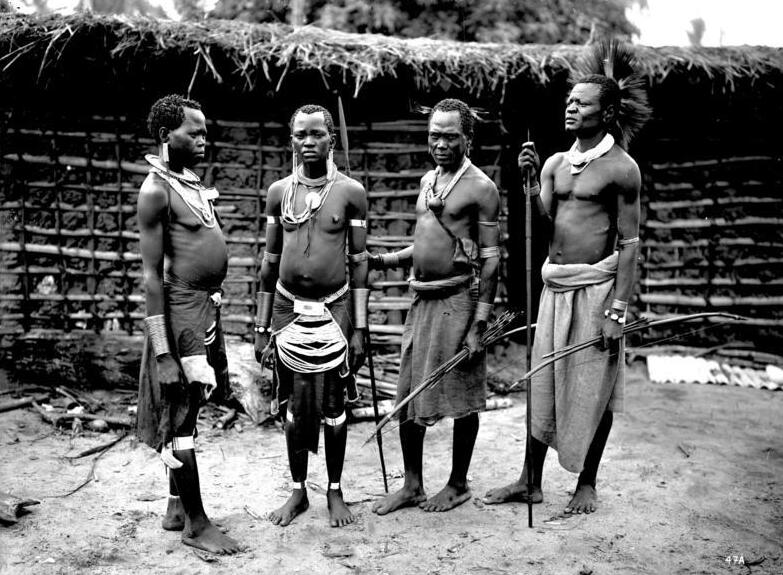
Miembros de la tribu de los wagogo en 1906, cuando aun eran ante todo cazadores recolectores.

- Gogo o wagogo (plural). Unos 2,6 millones. Habitan en la región de Dodoma, en la zona central de Tanzania. Antiguamente, pastores exclusivamente, ahora practican la agricultura sobre todo y algo de pastoreo, trabajan en plantaciones y viven en las ciudades. En el siglo XIX, eran una población muy dispersa formada por colonos de otras etnias, sobre todo nyamwezis y hehes, fueron mencionados por Richard Francis Burton, el explorador, que pasó por la zona antes de que recibieran el nombre de wagogos. Entonces eran cazadores y recolectores y facilitaban el transporte de marfil a la costa.[15]

- Ha, waha (del cual muha en singular) o abaha. Unos 1,9 millones. Pueblo bantú que vive en la región de Kigoma, al noroeste de Tanzania, junto al lago Tanganica. Hablan el idioma ha, parecido a las lenguas de Ruanda y Burundi, inteligible con el kirundi. Llaman a su zona del lago Buha, formada por herbazales y arboledas abiertas. Comparten la zona con las etnias haya, zinza, hangaza y subi. Cultivan sorgo, mijo, maíz, mandioca, ñame, cacahuetes y otros. En zonas donde el problema con la mosca tse tse es menor, al sur de su área, crían vacas, cabras y otros animales que son valiosos en cuando intercambio por matrimonio. Al norte, cazan y producen miel. Viven en casas dispersas, unidas por grupos familiares patrilineales. Son animistas y reverencias a los ancestros y a los espíritus.[16]

- Haya. Unos 2,3 millones. Viven en la Tanzania noroccidental entre el río Kagera y el lago Victoria. Se componen de dos elementos étnicos principales: los iru, que eran originariamente bantúes, y los hima, descendientes de los nilóticos que fueron absorbidos por los bantúes, quienes luego llegarían a expandirse en zonas del continente africano antes pobladas por cazadores, recolectores y ganaderos, generando así un proceso de la agricultura intensiva y la metalurgia del hierro.[17]

- Hehe, 1,5 millones. Viven en la región de Iringa, en el centro sur de Tanzania, y hablan una lengua bantú, el idioma hehe. Son conocidos por haber derrotado a los alemanes en 1891 y haber resistido siete años hasta que su líder, Mtwa Mkwawa, se suicidó.[18]

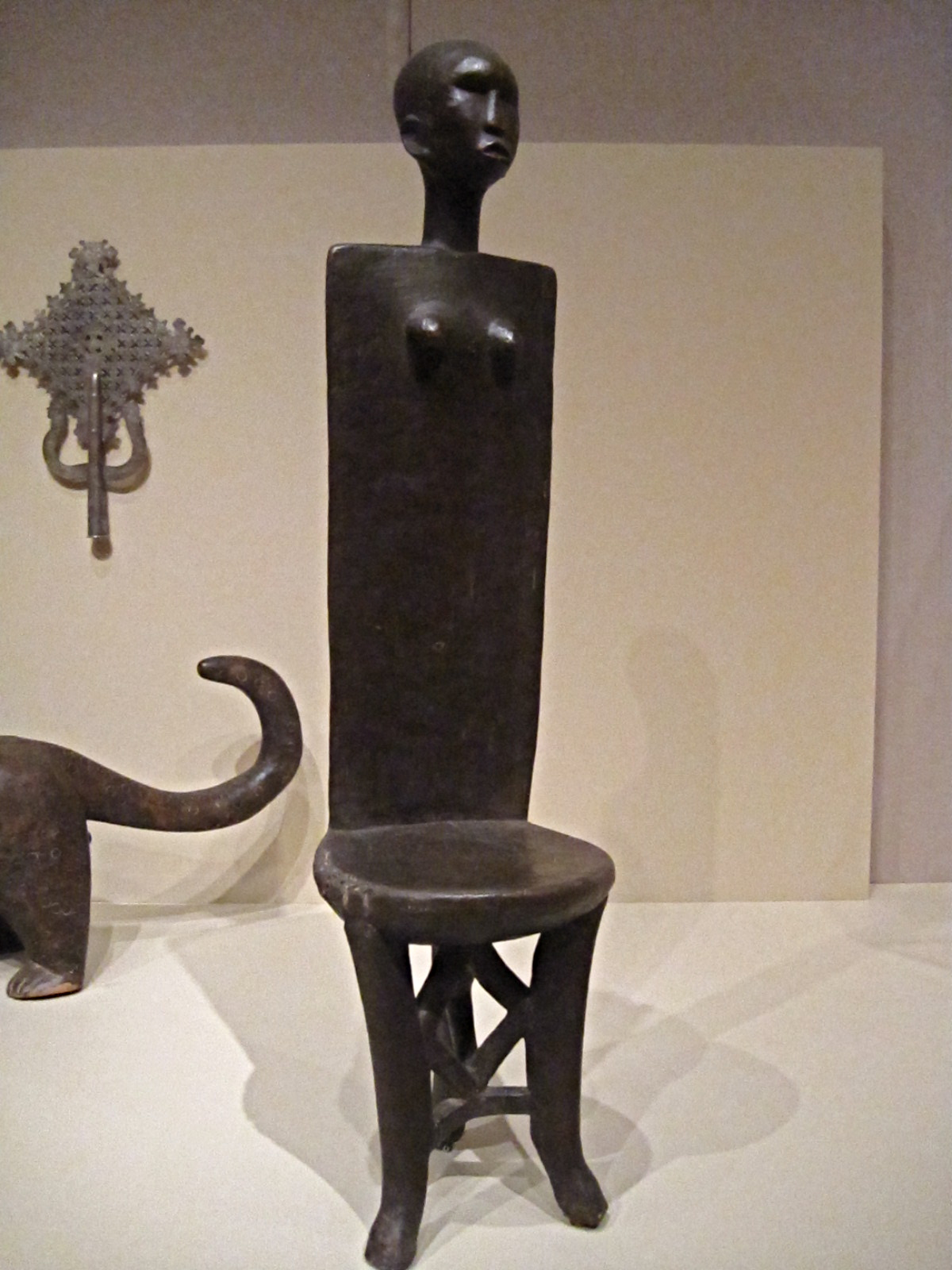
Silla de madera de la etnia luguru

- Luguru, 1,34 millones. Hablan el idioma luguru. Viven en las zonas llanas costeras de la región de Pwani, pero sobre todo en las montañas Uluguru, en la región de Morogoroo. Es una zona lluviosa, de agricultura intensiva, con arroz, sorgo, maíz y mandioca. En tiempos, fueron esclavizados por un personaje llamado Kisabengo, que construyó una ciudad fortificada donde paraban las caravanas, que primero se llamó Simbamwene y luego Morogoro. Son matrilineales. Reconocen unos 50 clanes exógamos, divididos en unos 800 linajes diferenciados por la tierra, los líderes y la insignia. Cultivan productos de subsistencia y café, que exportan a las ciudades cercanas y Dar es Salam. No hay ganado por la mosca tse tse.[19]

- Makonde. Unos 1,8 millones. Llamados macondo por portugueses y españoles, viven en el sudeste de Tanzania y norte de Mozambique, originarios del altiplano de Mueda, en Mozambique. No cayeron en la dominación colonial hasta 1920, y en 1964 la guerrilla mozambiqueña, dirigida por la Frelimo, se inició en sus tierras, financiada por la venta de esculturas makonde. Son una sociedad matrilineal, animista, aunque en Tanzania son musulmanes.

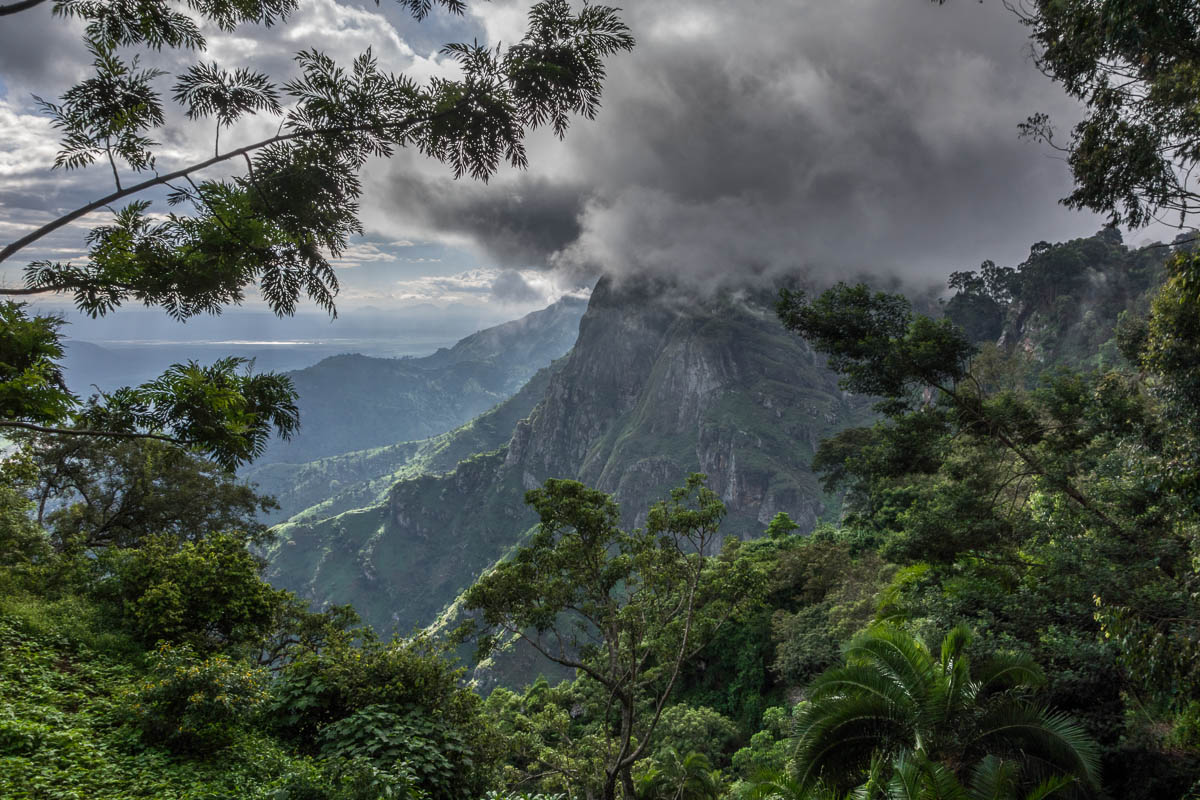
Montañas Usangara, hogar de la etnia shambaa.

- Nyakyusa o ngonde, 1,5 millones). Grupo bantú que viven en las fértiles montañas del sur de Tanzania. Hablan el idioma nyakusa. Viven tradicionalmente en asentamientos separados por edades. El clima húmedo permite el cultivo de plátanos, café, té y arroz, además de grano. También crían ganado. Sin embargo, aparte de comercializar estos productos, la norma sigue siendo la agricultura de subsistencia.[20]

- Shambaa o shambala, 1,27 millones. Viven en las montañas Usambara, en el nordeste de Tanzania, y las regiones del Kilimanjaro y Manyara. Viven en una de las zonas más fértiles de Tanzania, adecuada para los plátanos. Hablan el idioma shambala o kisambaa. Las zonas bajas se consideran insanas (nyika o llanuras) y prefieren las zonas elevadas.[21]

- Turu, nyaturu, wanyaturu o arimi (pueblo de rimi). En torno a 1 millón. Viven en la región de Singida, en el centro-norte de Tanzania. Hablan el idioma kinyaturu o turu. Están formados por tres tribus, los airwana o wilwana, que son la mitad de la población, incluida la ciudad de Singida, los vahi o wahi y los más pequeños anyinanyi o wanying'anyi. Cada tribu está dividida en varios clanes. Se dice que los rimi son el primer grupo cusita que llegó al país, aunque hablan una lengua bantú. Son cristianos y ganaderos.[22]

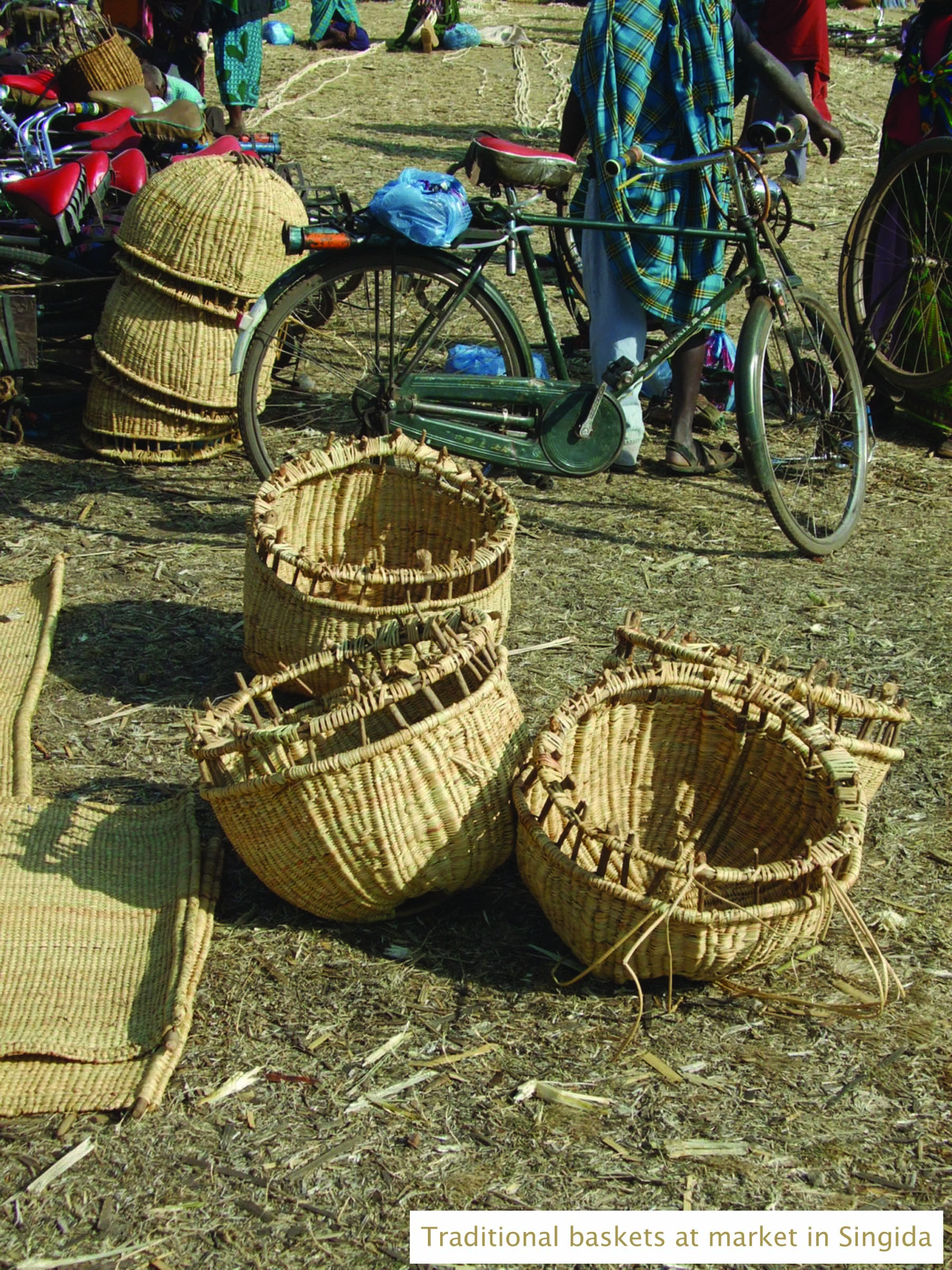
Cestas zaramo en un mercado en Singida.

- Zaramo, dzalamo o saramo, 1,3 millones. Viven en la región de Pwani, en la costa de Tanzania. Son el grupo étnico más numeroso en torno a Dar es-Salam. Hablan el idioma zaramo. La expresión zaramo se aplica también un grupo de etnias suajilis, como los kaguru, kwere, kutu, kami, sagara, luguru, ngulu y vidunda. Los zaramo fueron perseguidos por los esclavistas árabe-suajilis y construyeron ciudades fortificadas para protegerse, pero al final adoptaron muchas de las costumbres de sus antiguos perseguidores. Muchos son granjeros que tienen ganado y pescan, pero también viven en las ciudades como migrantes y en los lugares turísticos. Viven en grupos de aldeas llamados pangone, donde producen arroz, mijo, maíz, sorgo y mandioca, y cultivos comerciales como cacahuetes, legumbres, piñas, anacardos, naranjas y plátanos. Los que viven en la costa, son pescadores. Muchas de sus costumbres son musulmanas, pero creen en un dios supremo, Mulungu, asociado con la lluvia. Cada familia es responsable de los espíritus de sus ancestros.[23]

- Luo. Su número varía mucho según la fuente. Ethnologue calcula más de 3 millones en 2020 con un crecimiento muy rápido, ya que en 2001 era 1,1 millones. Según Joshua project y People Groups, el grueso de la población, más de 6 millones, se encuentra en Kenia, y solo unos 240.000-260.000 en Tanzania.[24] Viven en el oeste de Kenia y el norte de Tanzania. Forman parte de un conjunto de etnias que forman un grupo lingüístico mucho mayor y en conjunto se conocen como pueblos luo, entre los cuales figuran las etnias shilluk, anuak, acholi, jo-Luo, lango, palwo, alur, adhola, bor, kumam y lo que sería el joluo o luo keniano y tanzano.[25]

### Etnias entre 100.000 y 1 millón

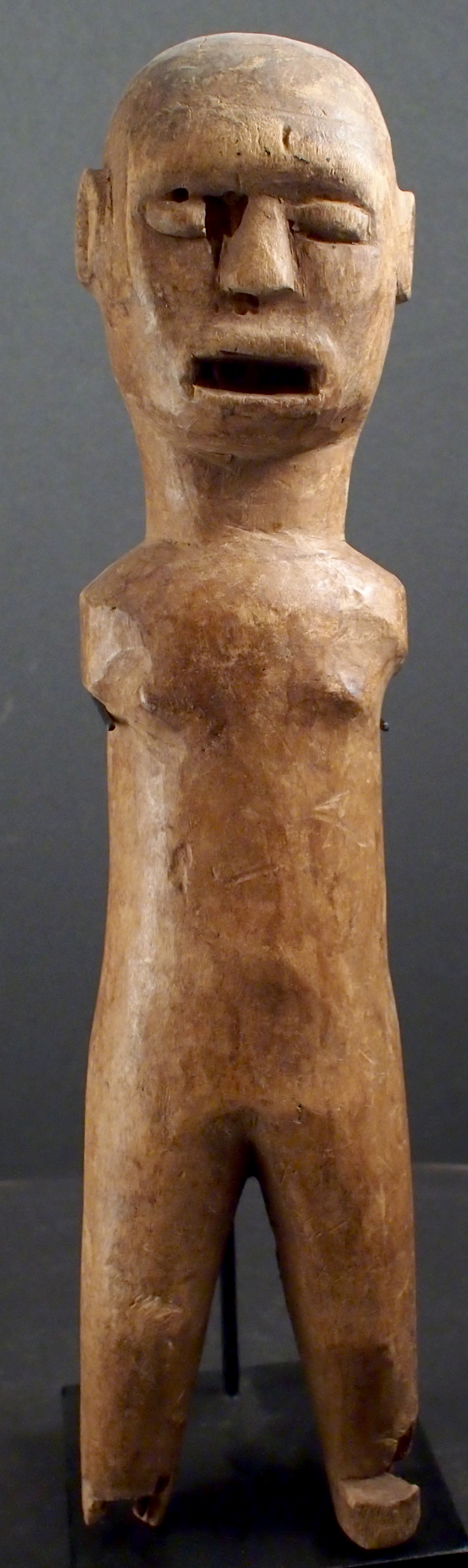
Figurilla zigua o pare, que representa a los ancestros

- Árabes suajili, unos 270.000. Viven en la costa de Tanzania y Kenia, en un área conocida como Cinturón Costero (Coastal Belt). Se concentran en viejos asentamientos costeros y en ciudades como Dar es-Salam, Tanga y Mombasa, así como en Zanzíbar y en el archipiélago de Lamu, en Kenia. Se refieren a sus ancestros como los verdaderos árabes. Su origen está en los matrimonios mixtos entre comerciantes árabes y pueblos bantúes y cusitas locales en tiempos en que el producto principal en esta región eran los esclavos y la madera de manglar. Muchos de ellos llevan viviendo generaciones en la misma casa y tienen un gran sentido del honor. Son musulmanes sunitas practicantes, con la mezquita como centro social.[26]

- Bondei, unos 102.000. También wabondei <pueblo del valle>, en el distrito de Pangani, en la región de Tanga.

- Bungu. Unos 100.000, en el distrito de Chunya, en la región de Mbeya.

- Datooga o barabaig, unos 175.000. Nilótico. Viven en las regiones de Manyara, Arusha, Mara y Singida.

- Fipa, unos 370.000. Habitan las regiones fronterizas de Tanzania y Zambia septentrional, entre los lagos Tanganica y Rukwa. Tomaron su actual nombre de la meseta de Fipa, que constituye el corazón de su territorio étnico. Suman entre 250.000 y 300.000 individuos aproximadamente. La lengua fipa pertenece al grupo bantú serrano meridional de la familia níger-kordofana. La agricultura tradicional de los fipa se basa en el sistema de aclarado del terreno para su cultivo temporal. El cultivo corriente es el mijo, cuya producción requiere trabajo cooperativo. Se cree también que los fipa llevaron a la región la fundición y la forja del hierro.[27][28]

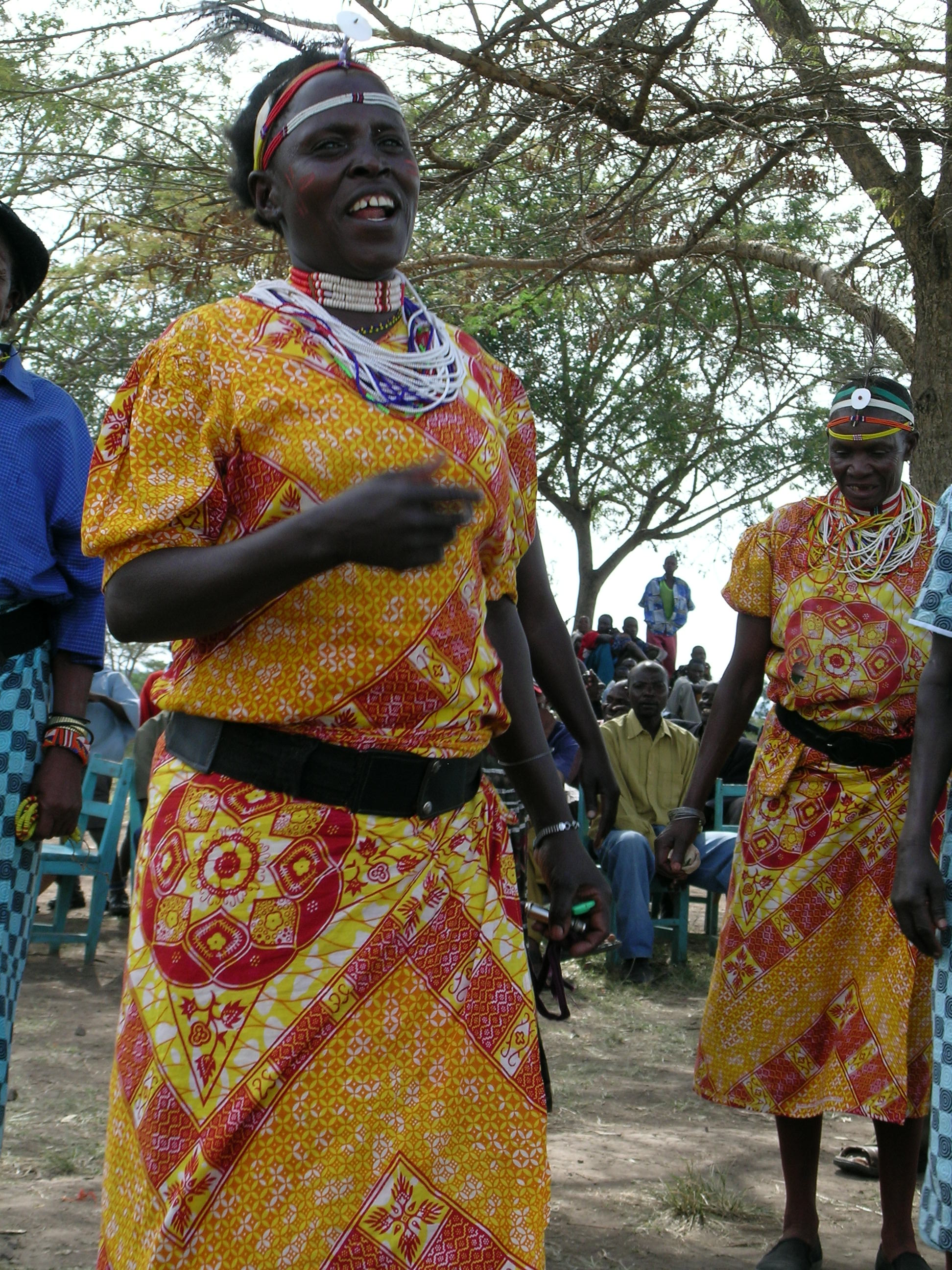
Mujeres kuria en una celebración, en una escuela donde conviven las comunidades kuria y luo.

- Gujaratíes, más de 500.000, aunque varía mucho según la fuente, ya que otras calculan menos de 100.000. Originarios de Guyarat, en la India, donde hay unos 64 millones, viven en la zona costera de Tanzania, donde empezaron a llegar en el siglo XIX. Durante un tiempo, controlaron el comercio en Zanzíbar.

- Chinos han. Unos 100.000. Aunque se advierte la presencia de chinos en Tanzania en 1890, la inmigración se produjo en tres periodos: en 1930 a Zanzíbar; en las décadas de 1960 y 1970 como parte de las ayudas al desarrollo del Gobierno chino (muchos trabajaron en la construcción de vías férreas), y de forma privada durante la década de 1990 con el fin de trabajar en industrias como la construcción, el textil o la alimentación, así como comerciantes y emprendedores, e incluso en el sector de la salud, ya que la medicina china tiene bastante éxito en el país.[29]

- Hangaza, unos 429.000. En la región de Kagera, en el noroeste de Tanzania.

- Hutu o rundi. Los rundi son el pueblo étnico principal de Burundi, y se dividen en hutus y tutsis, pero no está clara la cantidad de rundis que hay en la zona adyacente de Tanzania, aunque Joshua Project calcula más de 600.000[30] y People Groups unos 54.000.[31]

- Iramba o nyilamba, unos 830.000. Viven en la zona centro-norte de Tanzania, en la región de Singida o de la de Shinyanga. Su idioma es el iramba (o kiniramba, nilamba).

- Iraqw o mbulu, unos 900.000. Viven en las regiones de Arusha y Manyara, en el norte de Tanzania, cerca del valle del Rift. Su origen cusita podría estar en el llamado Neolítico Pastoral de la Sabana. Hablan el idioma iraqw, de ascendencia afrosiática.[32]

- Jita, unos 360.000. Viven en la región de Mara, en el norte de Tanzania, en la orilla sudeste del lago Victoria.

- Kagulu, kaguru o sagaras norteños. Unos 400.000, en el centro de Tanzania.

- Kara o regi, unos 246.000. Viven en el distrito de Ukerewe, en las islas de Ukerewe, Ukara y otras islas vecinas, dentro del lago Victoria. El grueso de los kara vive en Sudán, en el estado de Bar el Gazal Occidental y la República Centroafricana.

- Kerewe. Unos 286.000. Viven en el entorno del lago Victoria. Son conocidos los de la isla de Ukerewe por sus tallas de madera.

- Kimbu o yanzi, unos 223.000, en la región de Mbeya, en el sudoeste.

- Kinga, unos 258.000, en la región de Njombe, en las montañas Kipengere, al nordeste del lago Malaui. Hablan el idioma kinga, relacionado con el magoma.

- Konongo, unos 146.000. Viven en el distrito de Mpanda, en la región de Katavi, al oeste de Tanzania.

- Kuria, unos 750.000. Comunidad bantúq que vive en Tanzania y en Kenia (unos 328.000), al este del río Migori y al oeste del estuario del río Mara.[33]

- Kutu, unos 129.000. Viven en la región de Morogoro, en el centro de Tanzania.

- Kwaya, unos 201.000. Viven en la región de Mara, en el norte de Tanzania.

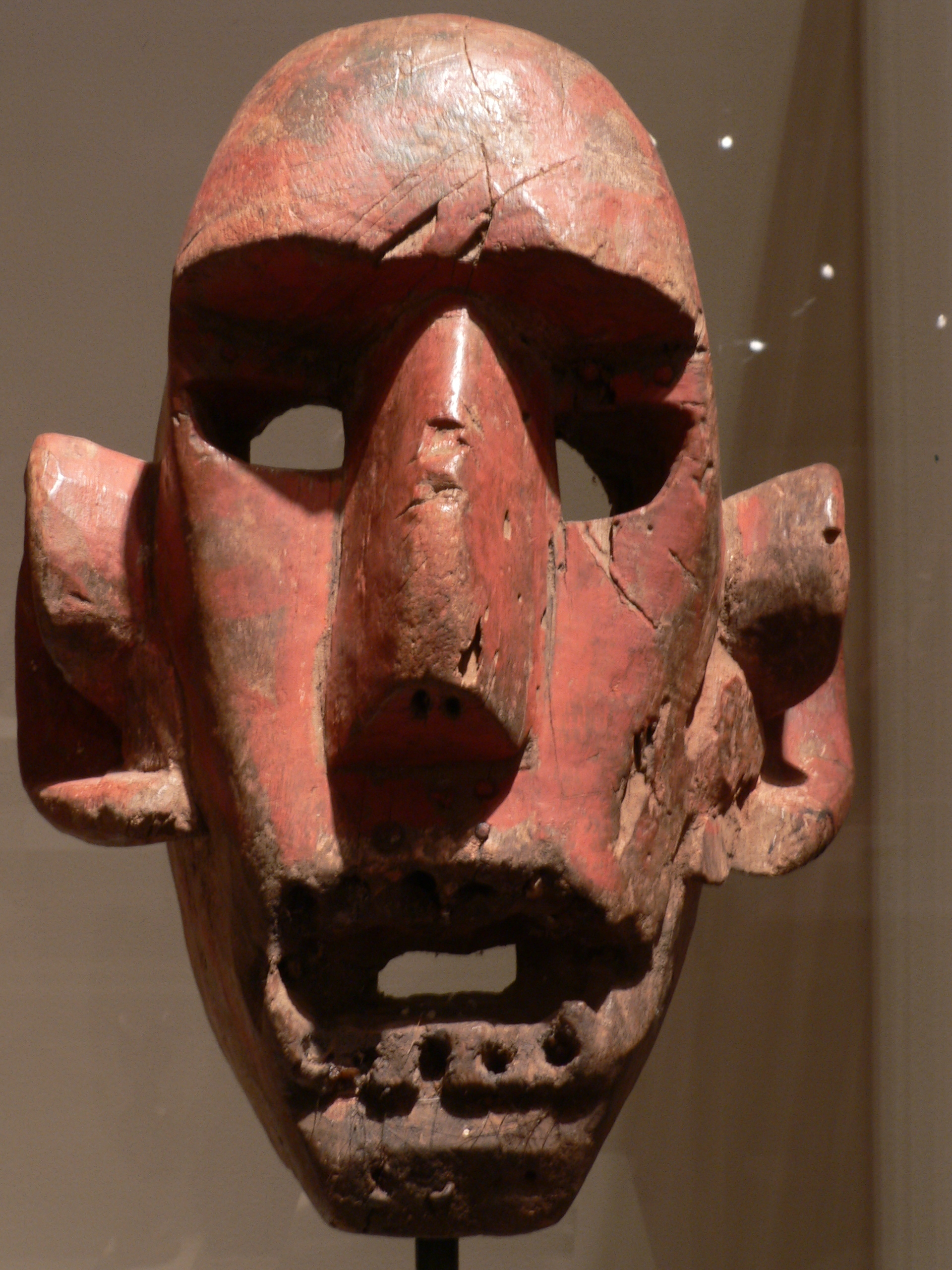
Máscara kwere

- Kwere o ngh'were, unos 288.000. Viven en el distrito de Bagamoyo, en la región de Pwani, en la costa de Tanzania. Hablan el Ngh'wele o kikwere en suajili, que es su otra lengua.

- Lambya o rambia, unos 114.000. Viven en el noreste de Malaui y suroeste de Tanzania y Zambia. Su lengua, el lambya, está emparentada con el tambo y se calcula que es hablada por unas 85.000 personas.[34]

- Masái, más de 400.000. Si se añaden los masái baraguyu y los masái arusha, alcanzan el millón y medio. Los masái que conocen los turistas viven en el entorno de los parques Serengeti y Ngorongoro, en el norte de Tanzania. Son patriarcales y cada hombre puede tener varias esposas. Desde la adolescencia, cada hombre posee su propio rebaño de vacas. Se desplazan en busca de agua y pastos y también hacia territorios donde no haya leones, hienas y otros depredadores. Tradicionalmente, celebran una conocida ceremonia de iniciación con  los jóvenes para demostrar su paso a la madurez. Uno de sus rituales más conocidos consiste en saltar sobre los pies, pero de ser un ritual ha pasado a ser un reclamo ara los turistas.[35]

- Pueblo baraguyu, unos 740.000. Los baraguyu o parakuyo hablan el dialecto kwavi del idioma masái, por lo que a veces se consideran pueblo kwavi, pero esta denominación apenas se usa, y forman parte de los masái. Sin embargo, viven el este del Kilimanjaro y son agricultores, no ganaderos.[36]

- Pueblo arusha. Unos 294.000. Como los baraguyu, hablan una lengua masái y a veces son considerados masáis, pero viven al oeste del monte Meru, al norte de Tanzania y son agricultores, no ganaderos como los masái. Se cree que tienen origen pare, que llegaron a la zona en 1830 y absorbieron a los hablantes masái para acabar hablando ellos mismos la lengua. Empezaron siendo pastores, pero acabaron perdiendo el ganado por una epidemia o por enfrentamientos con los masái.[37]

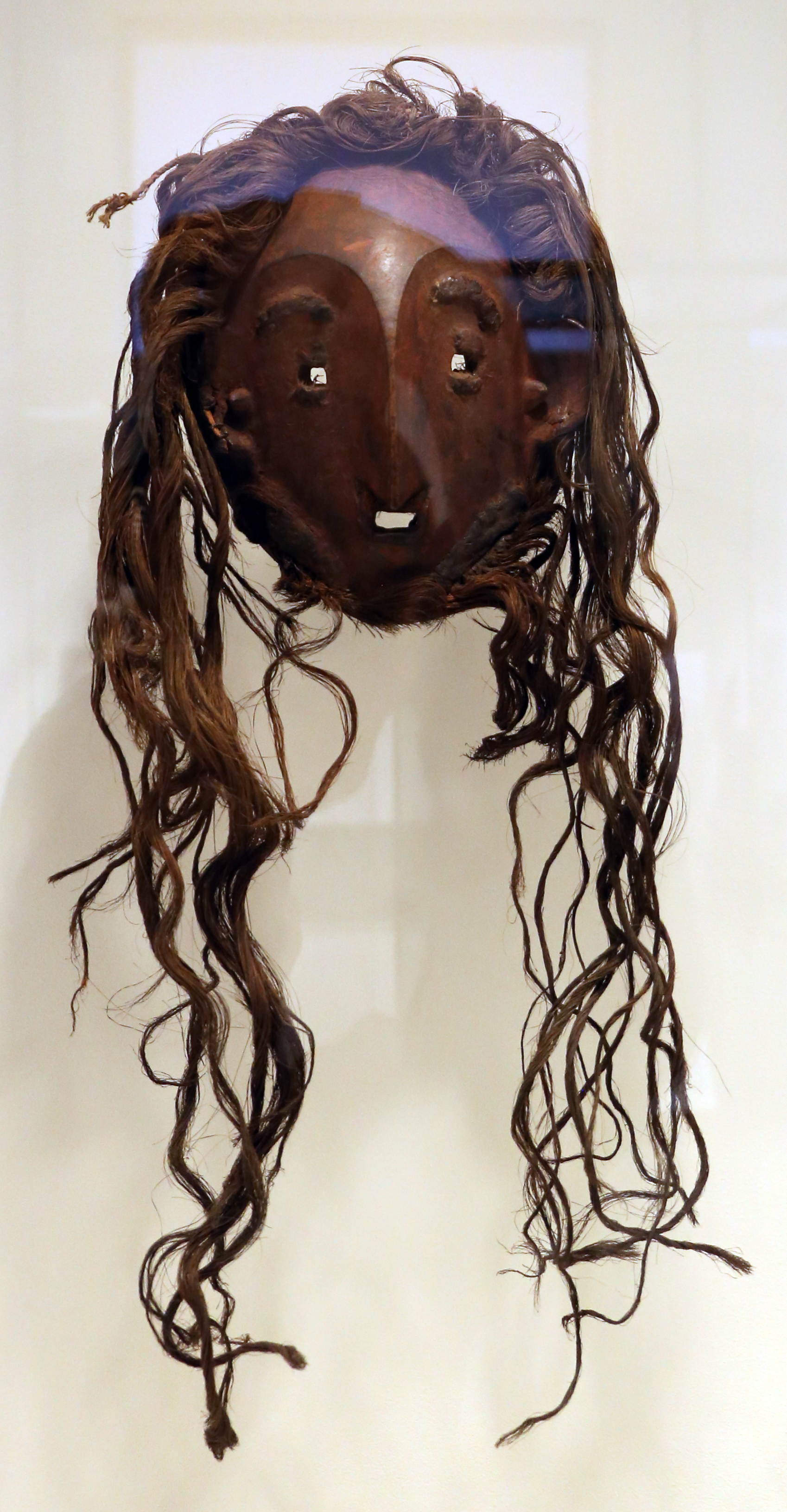
Máscara makonde o mwera

- Machame, unos 725.000, aunque este número solo aparece en Joshua Project y como machambe. Viven en el distrito Hai en la región de Kilimanjaro. Hablan el idioma machame, una lengua chaga conocida como Kilimanjaro occidental. La ruta machame es una de las ascensiones más populares al Kilimanjaro.[38]

- Machinga, unos 103.000, en la región de Lindi, en la costa sur del océano Índico de Tanzania.

- Makua, unos 667.000. Son la etnia más importante de Mozambique, donde hay más de 7 millones. En Tanzania, viven en el sur.

- Malila, unos 120.000. Pueblo bantú en la región de Mbeya, al sudoeste de Tanzania.

- Mambwe-lungu, unos 569.000. Bantúes que viven en la región de Rukwa, al oeste de Tanzania y en el nordeste de Zambia, donde se estima que hay unos 400.000, siempre al sur del lago Tanganika. Hablan el idioma mambwe, que es el mismo que habla el pueblo lungu, más pequeño, de ahí que se hable de pueblo mambwe-lungu. Están formados por clanes matrilineales.[39]

- Matengo, unos 429.000. Viven en el distrito de Mbinga, en la región de Ruvuma, en el sur de Tanzania. Son cristianos, Hablan el idioma matengo. Se cree que han vivido en las montañas Matengo desde la Edad del Hierro, una zona de más de 10.000 km2 que oscila entre 900 y 2000 m de altitud donde los matengo practican un sistema de cultivo único, llamado ngara. El principal cultivo es el café.[40]

- Matumbi, unos 277.000. Grupo bantú  que vive en la región de Lindi, en el sur de Tanzania. Hablan el idioma matumbi.

- Meru, wameru o rwo, unos 257.000. Grupo bantú que vive en las laderas meridionales boscosas del monte Meru, en la región de Arusha. Podrían haber llegado a ese lugar desde las montañas Usambara, en la región de Tanga. No se debe confundir con los arusha que conviven en el monte Meru y son una rama de los masái. Estos llegaron a la zona más tarde, hacia 1830.[37]

- Pueblo digo, unos 252.000. Viven entre Mombasa, en el sur de Kenia y Tanga, en el norte de Tanzania. Hablan el idioma digo. Son musulmanes. Forman parte del grupo mijikenda formado por nueve tribus que viven en la costa, desde la frontera de Kenia con Somalia hasta Tanzania, e históricamente se llamaban nyika. De los nueve grupos, los digo se encuentran en el sur de Kenia y Tanzania.

- Mwera, unos 900.000. Viven en el sudeste de Tanzania, en las regiones de Lindi, Mtwara y Ruvuma. Según la tradición oral, proceden del lago Alberto, en el norte de Uganda. Son tradicionalistas. En su región, debido a la mosca Tse tse, no se puede tener ganado. Viven en una zona de humedales, donde cazan y pescan y practican una agricultura de subsistencia.[41]

- Ndali, unos 429.000. Grupo bantú de la región de Songwe, en Tanzania, y el norte de Malaui, una zona montañosa.

- Ndamba, unos 157.000. Viven sobre todo en las regiones centrales y meridionales de Morogoro, al nordeste de los bena, oeste de los pogolo y sudoeste de los mbunga. Hablan el idioma chindamba y el suajili.

- Ndendeule, unos 196.000. Bantúes que en su día fueron integrados por los ngoni o nguni (2 millones en Malaui) y por conflictos étnicos acabaron en la región de Ruvuma, en el valle del río Kilombero (o Ulanga), en Tanzania. Hablan el idioma ndendeule.[42]

- Ngindo, unos 630.000. Bantúes que viven en el sur de la región de Pwani y el norte de la región de Lindi, en la zona costera de Tanzania. Hablan los idiomas ngindo y ndendeule. Son musulmanes sunitas.

- Ngulu o wangulu, también geja, kingulu, nguru, nguu y wayomb. Son unos 378.000. Viven en las regiones de Dodoma, Tanga y Morogoro.

- nyambo|Nyambo o ragwe, unos 737.000. Bantúes que viven en el valiato de Karagwe de la región de Kagera.

- Mwanga o nymwanga, unos 249.000 en el este de Zambia, sudoeste de Tanzania (región de Mbeya) y norte de Malaui. Hablan el idioma mwanga, nyamwanga o namwanga. Cultivan mijo, judías y maíz entre otros. También tienen algo de ganado, ovejas, cabras, gallinas y palomas.

- Nyiha, más de 400.000, Grupo bantú que viven en la región de Mbeya, en Tanzania, y en el nordeste de Zambia. Están repartidos a lo largo de África oriental en muchos grupos en el corredor de tierra formado entre los lagos Nyasa, Rukwa y Tanganika, en torno a Mbozi. A principios del siglo XX eran conocidos como guerreros y cazadores de elefantes, y estaban divididos en once o doce jefaturas. Los herreros eran el esatus más alto de la sociedad. Hoy cultivan algodón, las mujeres hacen cerámica u cestería, los hombres trabajan el hierro y recogen sal en el entorno del lago Rukwa.[43]

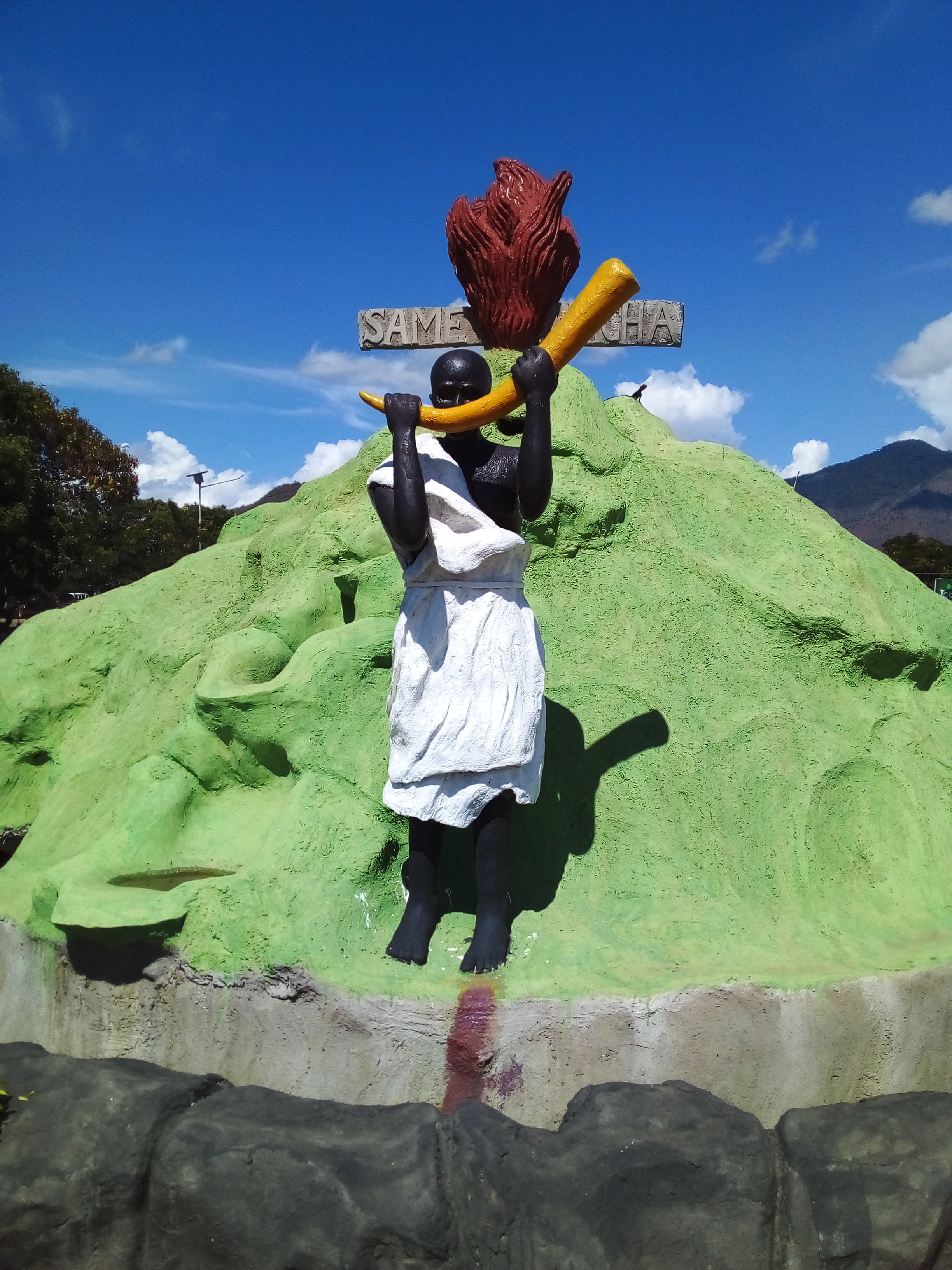
Estatua en la localidad de Same que representa un miembro de la etnia pare en ropa tradicional.

- Pangwa, unos 179.000. Viven en las montañas Kipengere, en la orilla oriental del lago Malaui, en el distrito de Ludewa de la región de Njombe, al sur de Tanzania.

- Pare o asu, unos 980.000. Viven en las montañas Pare, en la región de Kilimanjaro, al norte de Tanzania. Fueron los principales proveedores de hierro de los chaga y los masái. Entre los herreros, destaca el clan chana. En la actualidad, prosperan gracias al cultivo de café, té, sisal y cinchona, y tienen unos estándares superiores a la media tanzana.[44] Junto a los nuevos cultivos, se mantiene la vieja estructura de los canales de riego, terrazas con paredes de piedra y bosques sagrados.[45]

- Pogoro, unos 529.000. Viven en las regiones de Iringa y Morogoro, al sur de Tanzania. Son agricultores, cultivan arroz y judías y también consumen pescado y se alimentan de ugali, hecho básicamente con harina de maíz. La tierra es muy fértil y su agricultura es a pequeña y gran escala.[46]

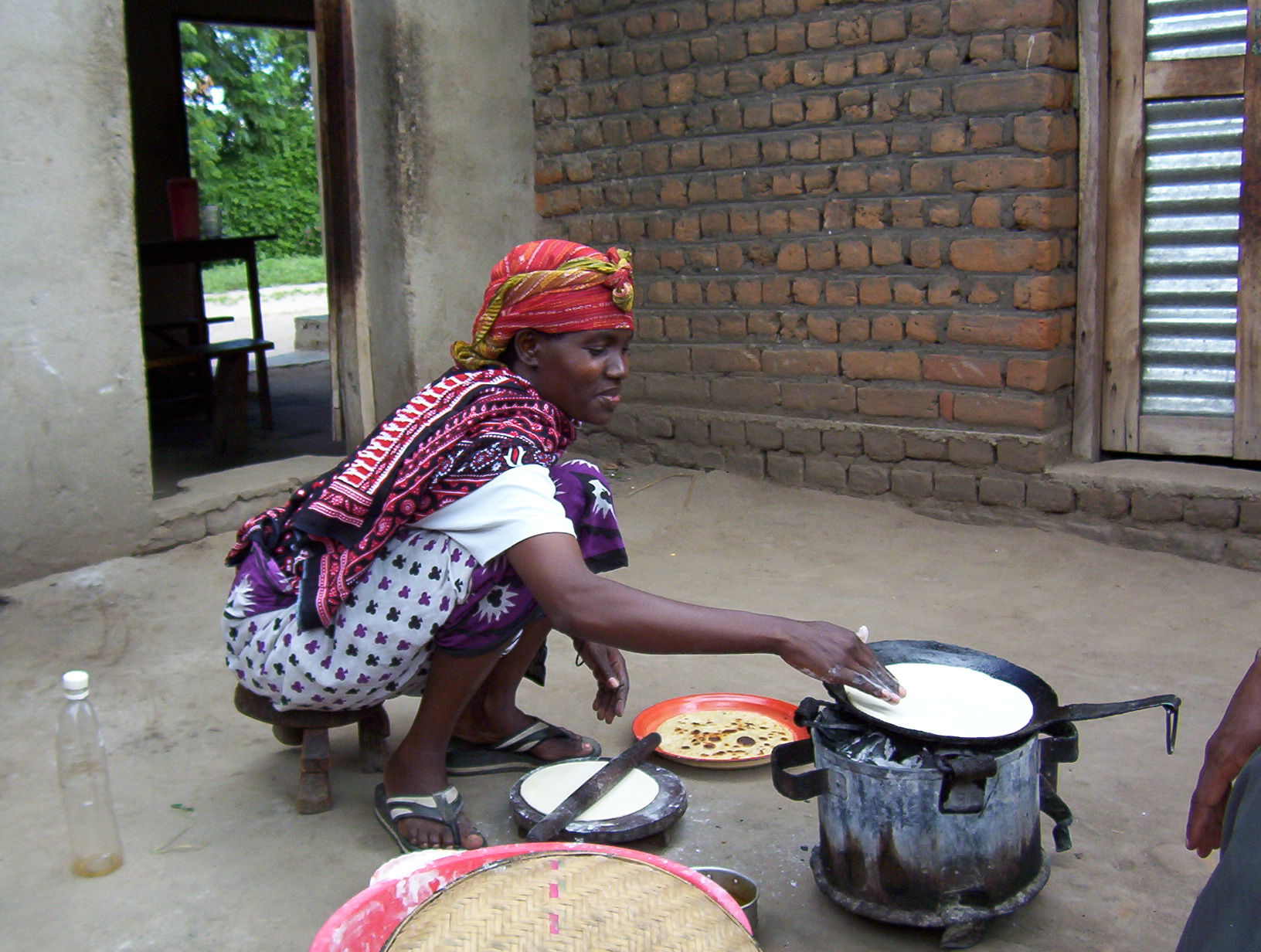
Mujer rangi cocinando chapati en el centro de Tanzania.

- Rangi, unos 700.000. Grupo bantú que viven en la región de Dodoma, en el centro de Tanzania. Hablan el idioma rangi o kilaangi. Hay divergencias sobre sus orígenes, que tanto pueden ser del oeste como del este y el norte, de ahí que se consideren tanto bantúes como cusitas, ya que al llegar, probablemente desde el oeste asimilaron a los pueblos cusitas del lugar, alagwa y burunge.[47]

- Rombo, unos 210.000. El idioma rombo lo habla una parte de los chaga que vive en la región de Kilimanjaro, en el distrito de Rombo, de ahí que se conozcan como comunidad rombo-chagga.[48]

- Rufiji, unos 573.000. Viven en la costa central de Tanzania, cerca del río Rufiji. Viven en casas elevadas sobre palafitos para protegerse de las crecidas, pero las referencias son muy antiguas.[49]

- Safwa o wasafwa en plural, unos 450.000. Viven en las montañas de la región de Mbeya, al oeste de Tanzania. El idioma safwa pertenece al grupo níger-congo. Cultivan y exportan arroz, maíz, trigo, café y tabaco, entre otros. Son animistas y adoran a los ancestros.[50]

- Sagara o sagala, unos 226.000. Viven en la región de Morogoro, el sur de la región de Dodoma y la región de Iringa en Tanzania. Hablan el idioma sagala del sur, para no confundirlo con el sagala o sagara del norte de Kenia, también llamado taita. Son matrilineales y la mayoría son católicos.[51]

- Sangu, unos 214.000. A veces llamados rori, pueblo de las estepas, viven en la llanura de Usangu, en la región de Mbeya, al sudoeste de Tanzania, cerca del río Gran Ruaha. Hablan el idioma sangu. Fueron los primeros en organizarse en el interior de Tanzania más allá de los clanes de las tribus para vender esclavos y marfil a los pueblos de la costa, hasta la llegada de los ngoni de Malaui. En el siglo XIX estuvieron en guerra con los hehe, que se estaban expandiendo. En esa época, a su región llegaron numerosos emigrantes pakistaníes de la etnia baluchi, que trajeron el islam, así como otros pueblos de Tanzania que buscaban pastos, como los masái, los datooga, los sukuma y los nyakusa. Los sangu mantuvieron sus costumbres, tienen una economía primaria en la que crían sus animales de forma extensiva y viven en aldeas construidas a lo largo de las carreteras.[52]

- Shirazi o mbwera, unos 660.000. Viven en la costa suajili o Zanguebar, como se llama en castellano, que va desde el sur de Somalia hasta Mozambique, concentrados en este caso en las islas de Zanzíbar, Pemba y Comoros. Las leyendas sitúan un origen persa, pero parece infundado. La mayoría son musulmanes sunitas, que adquirieron el islam con la llegada de inmigrantes persas y musulmanes. Hablan el idioma suajili como lengua madre. Son ante todo comerciantes. Empezaron hace siglos con el oro, siguieron con esclavos, marfil, especias, seda y luego productos de plantaciones de clavo, coco y otros.[53]

- Shubi o washubi en plural, unos 102.000. Grupo bantú que vive en la región de Kagera. Hablan el idioma shubi.

- Suba o simbiti, unos 154.000. Son una comunidad de pueblos que viven en el distrito de Rorya, en la región de Mara, en las orillas orientales del lago Victoria. Hablan distintas variantes del idioma suba-simbiti. Entre las etnias que se denomina suba figuran los hacha, kine, rieri, simbiti, surwa, sweta y kiroba. El suba de Tanzania es distinto del idioma suba hablado en Kenia. Los suba o abasuba de Kenia son asimismo una amalgama de clanes entre los que se hallan los ganda, los luhya y los soga.[54]

- Subi, unos 109.000. Grupo bantú que vive en la orilla sur del lago Victoria y habla el idioma subi. No se debe confundir con los shubi o washubi, que viven en la región de Kagera, al oeste del lago, y hablan el idioma shubi.

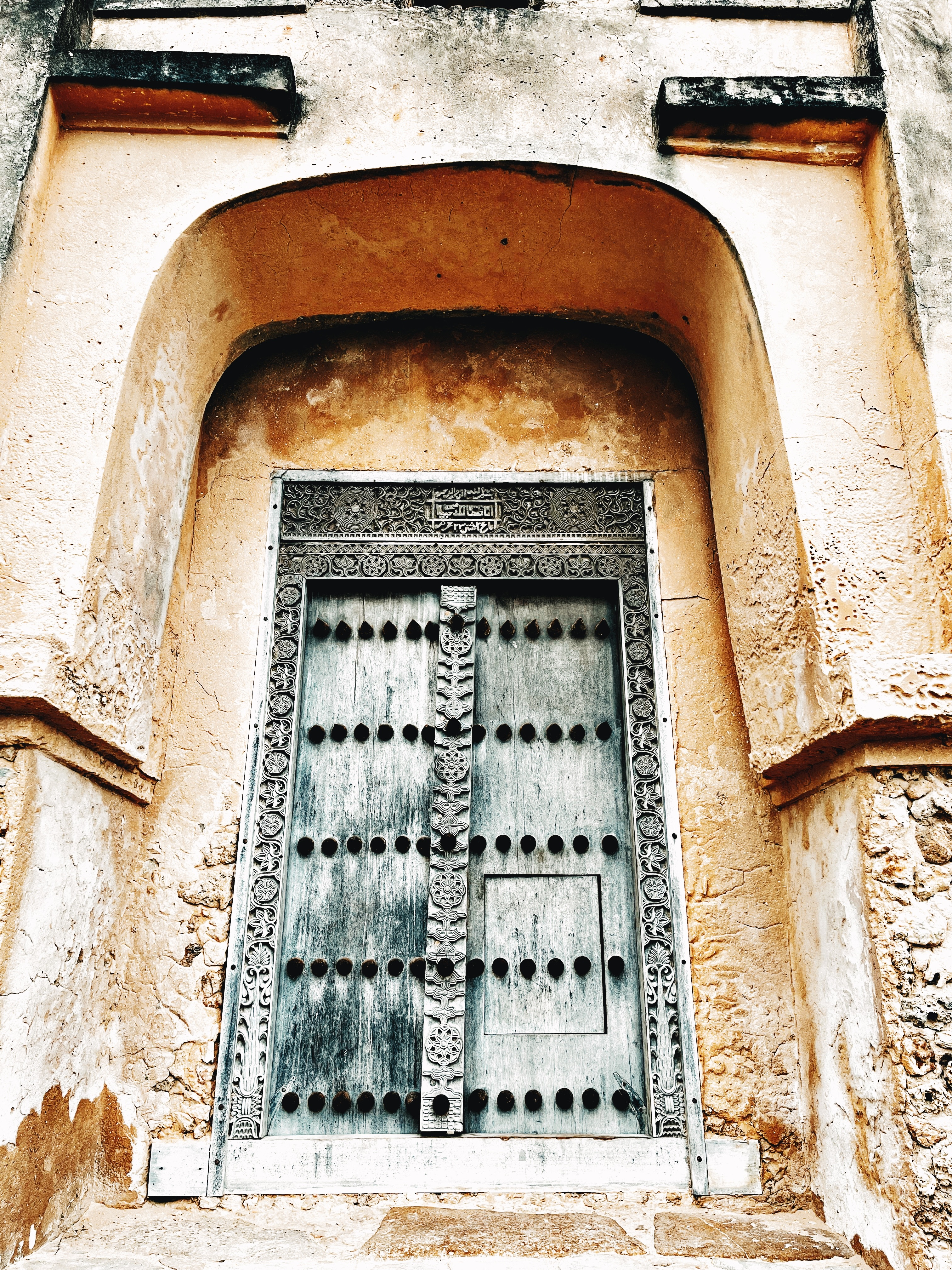
Puerta suajili en Kilwa, Tamzania.

- Sumbwa, unos 545.000. Grupo bantú que vive en el distrito de Bukombe, en la región de Geita, en el centro de Tanzania.

- Suajili, unos 780.000. Los suajilis puros (no árabes) son un grupo bantú que vive en el este de África, al menos en cinco países de forma original, en el archipiélago de Zanzíbar, litorales de Kenia y Tanzania, norte de Mozambique, islas Comoros y noroeste de Madagascar. y en otros 25 países como inmigrantes (hay unos cien mil en EE UU y más de 400.000 en Arabia Saudí. La identidad suajili se define como los descendientes de africanos que hablan suajili como primera lengua, son musulmanes y viven en un pueblo o centro urbano en la costa de Kenia o Tanzania, en el norte de Mozambique y en las Comoras, a través de un proceso de suajilización.[55]

- Vunjo, unos 700.000. Pueblo bantú en las montañas Pare septentrionales y en las estribaciones del Kilimanjaro, al nordeste de Tanzania. Agricultores y ganaderos. Cultivan café, caña de azúcar y sisal entre otros.[56]

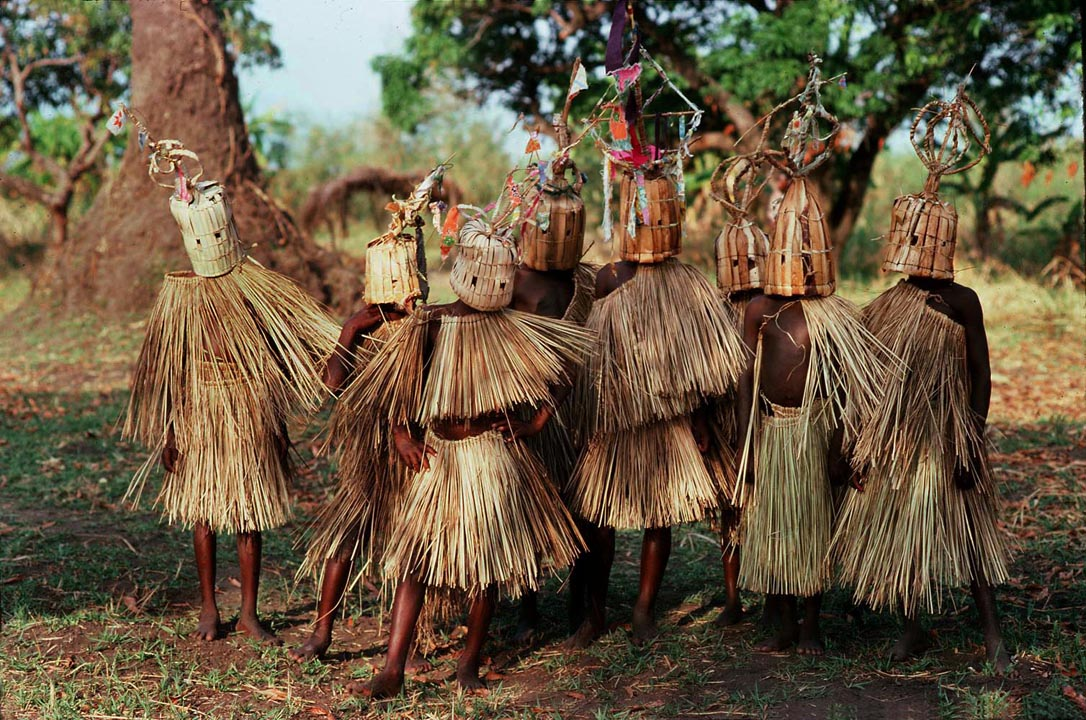
Niños yao durante una ceremonia de iniciación en Malaui

- Yao o wayao, unos 630.000, Grupo bantú que se extiende por Malaui (2,5 millones), Mozambique (más de 500.000) y Tanzania. En Tanzania viven en las regiones de Ruvuma y Mtwara. La mayoría practican una agricultura de subsistencia. Comerciaron con los árabes cuando estos llegaron a la costa africana, con marfil, grano y esclavos. Este comercio los convirtió en uno de los pueblos más ricos de la zona, se hicieron musulmanes y se desplazaron de la costa hacia el interior, al lago Malaui sobre todo, donde son pescadores. Hablan diversas lenguas, según la zona, chiyao, chichewa, chitikumba, suajili, shona, ndbele, inglés y portugués.[57]

- Zanaki, unos 177.000. Bantúes que viven en el corazón de la región de Mara, al este del lago Victoria. Se subdividen en los birus y los buturis. El primer presidente de Tanzania, Julius Nyerere, era zanaki.

- Zigua, zigula o wazigua unos 830.000. Viven en la región de Pwani y al sur de la región de Tanga, en el distrito de Handeni. Hablan el idioma zigula. Están relacionados con las etnias shambaa, bondei y ngulu.

- Zinza, unos 395.000. Viven en las islas sudoccidentales del lago Victoria y en las orillas del lago de las regiones de Geita y Mwanza.

### Etnias con menos 100.000 miembros
Los datos obtenidos sobre la población proceden de Joshua Project.
- Alagwa, unos 58.000
- Baganda, unos 60.000
- Assa, unos 700
- Bajuni, unos 24.000
- Bemba, unos 5500
- Bende, unos 55.000
- Británicos, unos 9600
- Burungi, unos 39.000
- Taita, unos 28.000. Grupo bantú que viven en la zona fronteriza entre Kenia y Tanzania, sobre todo en las colinas Taita, en el condado de Taita-Taveta, en Kenia, donde hay unos 360.000 hablantes del idioma taita. Son cristianos, pero conservan sus tradiciones, entre ellas las cuevas sagradas conocidas como Mbanga, donde se organizan rituales relacionados con la muerte y se guardan los cráneos de los difuntos según los linajes. En las montañas, hay una cierta riqueza minera, con rubíes y tsavorita, un tipo de granate verde que recibe este nombre por el cercano parque Tsavo.
- Datooga, unos 14.000
- Dhaiso, unos 10.000
- Doe, unos 10.000
- Franceses, unos 2800
- Alemanes, unos 14.000
- Griegos, unos 35.000. Llegaron durante las migraciones en masa entre los Balcanes y Rusia producidas en las guerras turco-rusas de 1768-1774. Primero, acabaron en Crimea. La diáspora llevó a muchos de ellos a Tanzania, donde acabaron trabajando en la construcción del ferrocarril y luego como gestores de plantaciones y otra propias de sisal en Tanga y Morogoro, iniciaron plantaciones de café y granjas en Moshi y arusha, y plantaron tabaco en Iringa.[59]
- Gujarati criollos, unos 87.000
- Gusii, unos 700
- Gweno, unos 3900
- Hadzabi, unos 1300
- Hima, unos 14.000
- Hindi, de la India, unos 70.000
- Hutu ruandeses, unos 53.000
- Ikizu, unos 98.000
- Ikoma, unos 63.000
- Isanzu, unos 93.000
- Judíos de habla suajili, unos 500
- Kabwa, unos 21.000
- Indios en Tanzania, unos 70.000 gujaratíes y unos 70.000 panyabíes. Los gujaratíes son comerciantes que llegaron de Gujarati y son de la etnia kutchi. En conjunto, son musulmanes e hindúes que mantienen su propia cultura.[60]
- Kahe, unos 7700
- Kalanga, unos 17.000
- Kamba, unos 13.000
- Kami, unos 33.000
- Kikuyu, unos 27.000
- Kisankasa, unos 13.000
- Kisi, unos 19.000
- Magoma, unos 17.000
- Makwe, uno 18.000
- Manda, unos 41.000
- Mbugwe, unos 48-000
- Mbunga, unos 83.000
- Mpoto, unos 91.000
- Mwera, unos 11.000
- Ndengereko, unos 87.000
- Ndombre hamba, unos 26.000
- Nguruimi, unos 96.000
- Nyanja, unos 48.000
- Nyankore, unos 21.000
- Pimbwe, unos 83.000
- Portugueses, unos 1300
- Rungwa, unos 51.000
- Sandawe, unos 78.000
- Segeju, unos 20.000
- Soga, unos 5600
- Somalíes, unos 70.000
- Tabeta, unos 7000
- Temi, unos 56.000
- Tongwe, unos 62.000
- Tutsi, unos 97.000
- Va-ma'a, unos 67.000
- Vidunda, unos 13.000
- Vinza, unos 29.000
- Wanda, unos 69.000
- Wanji, unos 52.000
- Yao cristianos, unos 95.000
- Zyoba, unos 6800

## Enlaces exgternos
- Wikimedia Commons alberga una categoría multimedia sobre etnias de Tanzania.

- Datos: Q6619049
- Multimedia: Ethnic groups in Tanzania / Q6619049